# Leichtathletik-Europameisterschaften 1938/400 m Hürden der Männer

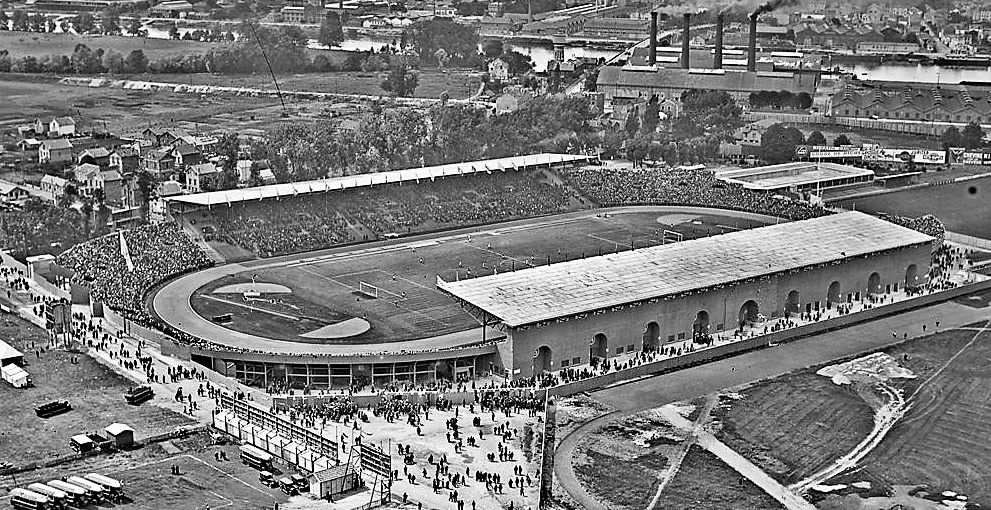
Olympiastadion in Paris 1924

Der 400-Meter-Hürdenlauf der Männer bei den Leichtathletik-Europameisterschaften 1938 wurde am 3. und 4. September 1938 im Stade Olympique der französischen Hauptstadt Paris ausgetragen.
Es siegte der Franzose Prudent Joye. Vizeeuropameister wurde der Ungar József Kovács. Bronze ging an den Schweden Kell Areskoug.

## Rekorde

### Bestehende Rekorde
| Weltrekord           | 50,6 s | Glenn Hardin   | Stockholm, Schweden        | 26. Juli 1934     |
| Europarekord         | 52,0 s | David Burghley | Los Angeles, USA           | 1. August 1932    |
| Meisterschaftsrekord | 53,2 s | Hans Scheele   | EM Turin, Italien (Finale) | 8. September 1934 |

### Rekordverbesserungen
Der bestehende EM-Rekord wurde verbessert und darüber hinaus gab es einen neuen Landesrekord.
- Meisterschaftsrekord:
  - 53,1 s – Prudent Joye (Frankreich), Finale am 4. September
- Landesrekord:
  - 54,8 s – Werner Kellerhals (Schweiz), zweiter Vorlauf am 3. September

## Vorrunde
3. September 1938
Die Vorrunde wurde in drei Läufen durchgeführt. Die ersten beiden Athleten pro Lauf – hellblau unterlegt – qualifizierten sich für das Finale.

### Vorlauf 1

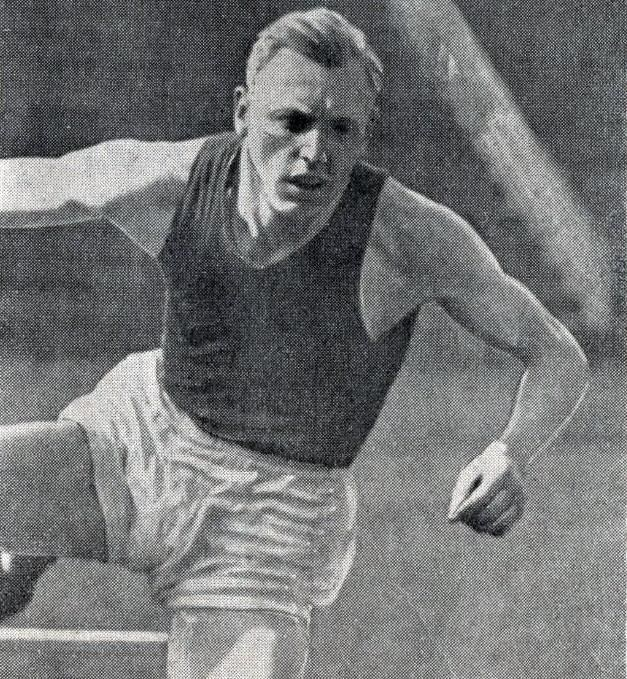
Europameister Prudent Joye

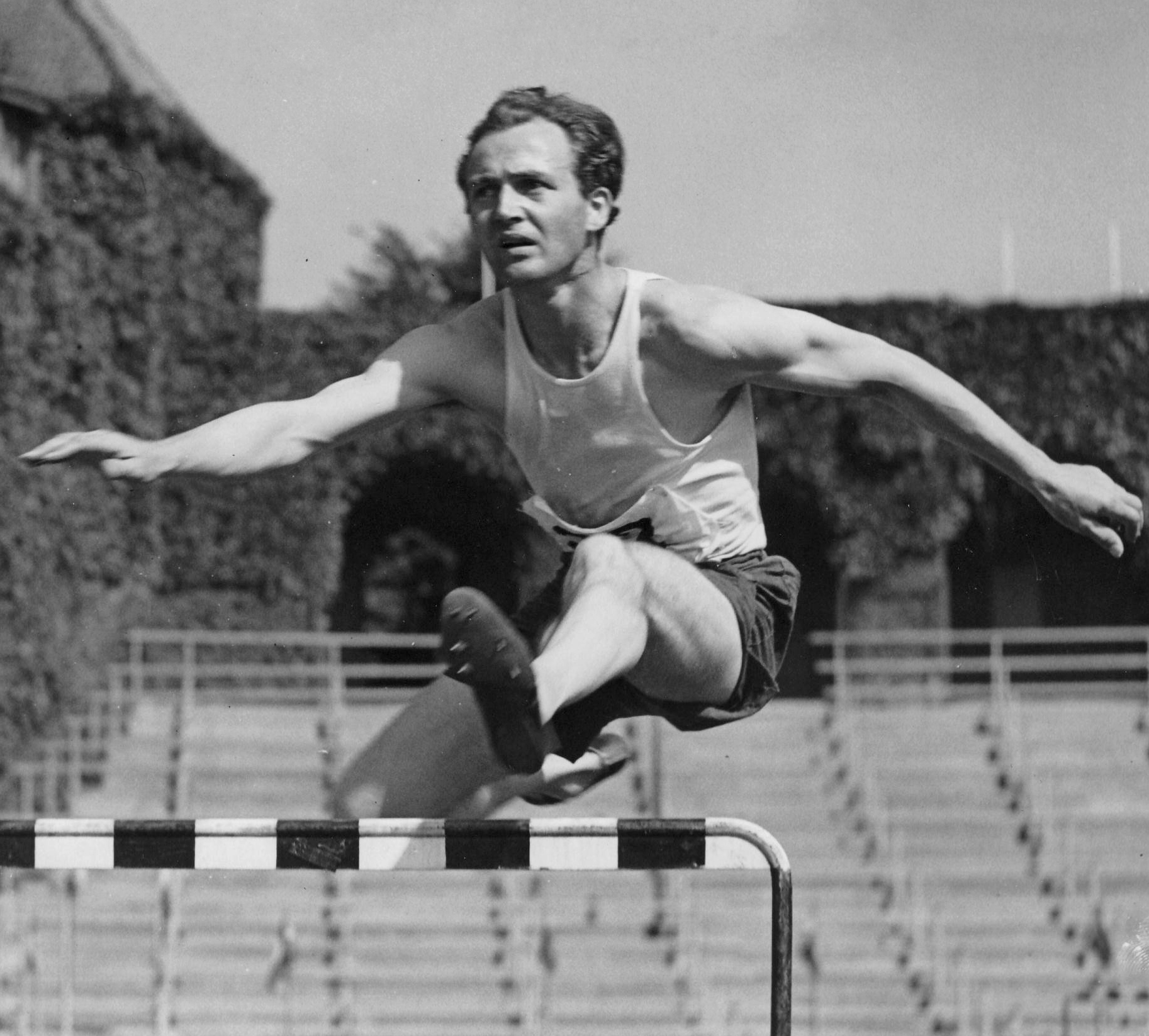
Bronzemedaillengewinner Kell Areskoug

| Platz | Name          | Nation         | Zeit (s) |
| ----- | ------------- | -------------- | -------- |
| 1     | Prudent Joye  | Frankreich     | 53,7     |
| 2     | Kell Areskoug | Schweden       | 56,1     |
| 3     | Per Riis      | Norwegen       | 56,7     |
| 4     | Jack Barnes   | Großbritannien | 57,3     |

### Vorlauf 2
| Platz | Name              | Nation          | Zeit (s) |
| ----- | ----------------- | --------------- | -------- |
| 1     | Werner Kellerhals | Schweiz         | 54,8 NR  |
| 2     | Georg Glaw        | Deutsches Reich | 55,4     |
| 3     | Christos Mantikas | Griechenland    | 55,5     |
| 4     | Jacques André     | Frankreich      | 58,5     |
| DNF   | Jules Bosmans     | Belgien         |          |

### Vorlauf 3
| Platz | Name                      | Nation             | Zeit (s) |
| ----- | ------------------------- | ------------------ | -------- |
| 1     | Friedrich-Wilhelm Hölling | Deutsches Reich    | 54,6     |
| 2     | József Kovács             | Ungarn             | 54,8     |
| 3     | Giuseppe Russo            | Königreich Italien | 54,8     |
| 4     | Werner Christen           | Schweiz            | 56,3     |

## Finale

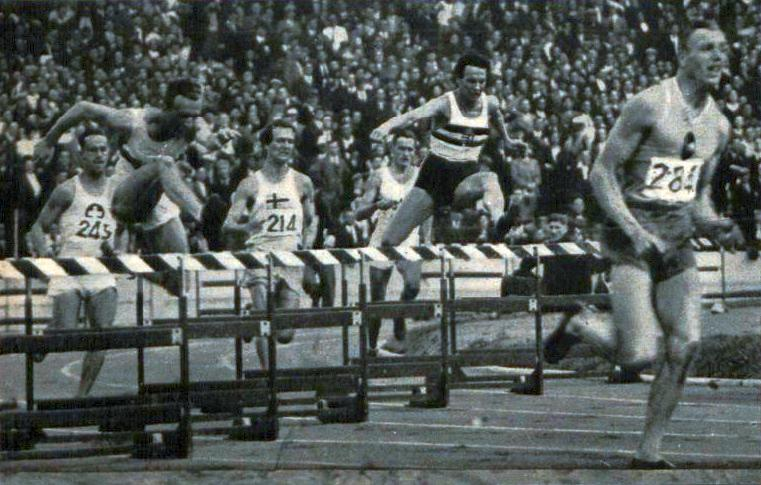
Die 400-m-Hürdenläufer zu Beginn der Zielgeraden (v. l. n. r.): Werner Kellerhals, Georg Glaw, Kell Areskoug, Friedrich-Wilhelm Hölling, József Kovács, Prudent Joye

4. September 1938, 15.00 Uhr
| Platz | Name                      | Nation          | Zeit (s) |
| ----- | ------------------------- | --------------- | -------- |
| 1     | Prudent Joye              | Frankreich      | 53,1 CR  |
| 2     | József Kovács             | Ungarn          | 53,3     |
| 3     | Kell Areskoug             | Schweden        | 53,6     |
| 4     | Georg Glaw                | Deutsches Reich | 54,2     |
| 5     | Friedrich-Wilhelm Hölling | Deutsches Reich | 54,6     |
| 6     | Werner Kellerhals         | Schweiz         | 55,0     |